# Hawajka palmowa
Hawajka palmowa (Ciridops anna) – gatunek małego ptaka z rodziny łuszczakowatych (Fringillidae). Występował na Hawaiʻi, szczątki subfosylne, które mogły należeć do tych hawajek, znaleziono również na Molokaʻi i Oʻahu. Ostatnia obserwacja, lecz niepewna, miała miejsce w 1937. Gatunek uznany za wymarły.

## Taksonomia
Po raz pierwszy gatunek opisał Sanford B. Dole, hawajski prawnik i adwokat, w 1878. Zamieścił jedynie informacje dotyczące upierzenia, wymiary i informację o miejscu odłowienia holotypu (Hawaiʻi). Nadał nowemu gatunkowi nazwę Fringilla anna. Obecnie (2021) Międzynarodowy Komitet Ornitologiczny umieszcza hawajkę palmową w monotypowym rodzaju Ciridops, nie wyróżnia podgatunków. W języku angielskim przyjęła się nazwa ʻUla-ʻai-hawane, która pochodzi z języka hawajskiego.

## Morfologia
Długość ciała wynosi około 14 cm. Pozostałe wymiary, podane przez Rothschilda (oryginalne w calach): długość skrzydła – 7,5 cm, długość ogona 44 mm, długość dzioba 11 mm, długość skoku 20 mm, długość środkowego palca z pazurem 20 mm, długość tylnego palca z pazurem: 16 mm. Kantarek i czoło czarne, pióra płynnie przechodzą w popielate na wierzchu głowy, karku i tyle szyi, a na grzbiecie – w brązowy (kolor sepii). Kuper i pokrywy nadogonowe ciemnoczerwone, połyskliwe. Sterówki jednolicie czarne. Lotki I i II rzędu czarne, jedynie zewnętrzne chorągiewki trzech ostatnich lotek II rzędu mają ciepły, brązowy kolor (określony jako gliniasty). Podobną barwę mają niektóre z pokryw skrzydłowych większych i barkówki. Pióra po bokach głowy, na brodzie, szyi i gardle są czarne ze srebrzystymi paskami biegnącymi wzdłuż stosin. Pierś i kawałek brzucha czarne, środkowa i tylna część brzucha, okolice kloaki i pokrywy podogonowe płowobrązowe. Boki tułowia czerwone, połyskliwe. Istnieje okaz muzealny o głównie zielonym upierzeniu. Prawdopodobnie była to samica, a nie – jak przypuszczano – ptak młodociany. Oznaczałoby to, że hawajki palmowe wyróżniają się wśród innych głównie czarno-czerwonych hawajek (Himatione, Palmeria, Vestiaria i Drepanis) występowaniem dymorfizmu płciowego w upierzeniu.

## Zasięg występowania
Gatunek opisany na podstawie okazu z Hawaiʻi. Szczątki subfosylne Ciridops odnaleziono na Molokaʻi i Oʻahu, jednak nie musiały to być szczątki C. anna.

## Ekologia i zachowanie
Hawajki palmowe zamieszkiwały lasy Metrosideros polymorpha i palm Pritchardia. Obserwowane były również nad obszarem niemunicypalnym ‘Ō‘Ōkala (Hawaiʻi) w bagnistym lesie. Według Rothschilda ptak ten był dobrze znany tubylcom. Nazywali go ʻUla-ʻai-hawane; słowo to oznacza czerwonego [ptaka] jedzącego [owoce] hawane (palmy Pritchardia). Hawajki palmowe miały często przebywać na palmach Pritchardia kaalae, które pod koniec XIX wieku były według Rothschilda rzadkie, podobnie jak hawajki. Hawajki palmowe miały zjadać pąki kwiatowe i niedojrzałe owoce wspomnianych palm. Miały również być dzikie, waleczne i trudne do zabicia przez myśliwego.

## Status
IUCN uznaje hawajkę palmową za wymarłą. Istnieje tylko 5 okazów muzealnych (według stanu wiedzy z 2012). Przyczyny wymarcia są nieznane. Przyczynić się mogła do tego wycinka drzew, ptasia malaria i przekształcenie środowiska, przez które szczury zaczęły się pojawiać w niezwykle dużych ilościach. Ostatnia, niepewna obserwacja miała miejsce w 1937.